# Wsiewołod Pudowkin
Wsiewołod Iłłarionowicz Pudowkin (ros. Всеволод Илларионович Пудовкин, ur. 16 lutego?/28 lutego 1893 w Penzie, zm. 30 czerwca 1953 w Rydze) – radziecki teoretyk sztuki, reżyser, krytyk, scenograf i aktor filmowy. Utytułowany twórca radzieckiej szkoły montażu.

## Życiorys
Urodził się w Penzie, a gdy miał cztery lata rodzina przeniosła się do Moskwy. Początkowo wykazywał zainteresowania biologiczno-chemiczne, i w tym kierunku podjął edukację. W roku 1914 przerwał studia nad chemią fizyczną na Uniwersytecie Moskiewskim aby na ochotnika udać się na front I wojny światowej, gdzie walczył w rosyjskiej artylerii. Na wojnie został ranny i w roku 1915 dostał się do niemieckiej niewoli. Po trzech latach pobytu w obozie, uciekł z niewoli w roku 1918. Wrócił do porewolucyjnej Moskwy gdzie ukończył studia. Rozpoczął również pracę jako chemik oraz plakacista. Rozwijał w tym okresie swoje zainteresowania związane ze sztuką, początkowo ignorując film.
Kinematografią Wsiewołod Pudowkin zainteresował się pod wpływem filmu Davida W. Griffitha Nietolerancja z 1916. Równie silnym bodźcem było poznanie przez Pudowkina młodego wówczas scenografa i teoretyka filmu Lwa Kuleszowa. W roku 1920 rozpoczął studia w Goskinszkole. Początkowo współpracował z Władimirem Gardinem przy filmach propagandowych W dni walki (1920), Sierp i młot (1921), Ślusarz i kanclerz (1923). Jako jego najbliższy asystent pomagał w reżyserii, pisaniu scenariuszy, zajmował się scenografią. Wystąpił w nich również jako aktor.
W roku 1922 rozpoczął edukację w klasie Lwa Kuleszowa. Był współreżyserem, współscenarystą, scenografem i aktorem w jego filmach Niezwykłe przygody Mister Westa w krainie bolszewików (1924) i Promień śmierci (1925). Prowadził pracę nad nowatorskimi technikami montażu w eksperymentalnym laboratorium Kuleszowa, które wykorzystał już w swoim debiucie.
Pierwszą realizacją Wsiewołoda Pudowkina była krótkometrażowa komedia, powstała dzięki współpracy z Nikołajem Szpikowskim pt. Gorączka szachowa z 1925 roku. Opowiadał on w humorystyczny sposób o dużym zainteresowaniu szachami, wywołanym organizacją turnieju międzynarodowego. Rozpoczął tym filmem wieloletnią współpracę z operatorem Anatolijem Gołownią, której jednym z efektów był zrealizowany w 1926 roku Mechanika mózgu. Film opowiadający o teorii Iwana Pawłowa o odruchach warunkowych, znacząco wpłynął na późniejszy rozwój kina z nurtu popularnonaukowego. Filmowcy zarejestrowali doświadczenie z małpami przeprowadzone przez uczniów Pawłowa, nie tylko dla potrzeb filmu, ale i dla naukowych.
W roku 1926 zostały wydane w Moskwie pierwsze rozprawy teoretyczne Pudowkina pt. Reżyseria i tworzywo filmowe oraz Scenariusz filmowy. Stanowiły ona wypadkową doświadczeń zdobytych przez młodego reżysera w Laboratorium Eksperymentalnym Kuleszowa, oraz w trakcie rozmów z samym Kuleszowem. Znalazły one praktyczne zastosowanie na WGIK-u jako materiały szkoleniowe dla studentów.
W 1926 wyreżyserował film pt. Matka. Scenariusz autorstwa Natana Zarchiego, oparty był na powieści Maksima Gorkiego. Wsiewołod Pudowkin wystąpił na ekranie, pozostałe role w większości zostały obsadzone przez aktorów nieprofesjonalnych. Scenografie wykonane przez S. Kozłowskiego oraz zdjęcia Anatolija Gołowni, połączone z nowatorskim montażem rytmicznym, zapewniły filmowi międzynarodowy sukces. Drugim filmem zrealizowanym wspólnie przez Wsiewołoda Pudowkina z Natanem Zarchim oraz Anatolijem Gołownią był Koniec Sankt Petersburga z 1927. Zastosowano w nim montaż równoległy dla metaforycznego przedstawienia rewolucji październikowej. W 1928 Pudowkin i Gołownia realizują Burzę nad Azją, stanowiącą z dwoma poprzednimi swego rodzaju cykl arcydzieł wczesnego kina radzieckiego.
W roku 1928 został wydany w Berlinie całościowy wykład teroii filmu Wsiewołoda Pudowkina w postaci książki pt. Reżyseria filmowa i scenopisarstwo. W roku 1929 ukazał się w Londynie przekład angielski tej rozprawy. Dzieło to odbiło się szerokim echem w świecie filmu, stanowiąc teoretyczne uzasadnienie dla postrzegania filmu jako sztuki.
W latach 1929-1932 wyreżyserował Zwykły przypadek, kontynuując tym samym eksperymenty z wykorzystaniem metafor zastosowanych dzięki nowatorskiemu montażowi. Mimo iż obraz spotkał się z krytyką sobie współczesnych, był ważnym dziełem dla rozwoju kinematografii.
W 1934 został wydany kolejny zbiór wypowiedzi Pudwokina pod tytułem Aktor w filmie. Nie odniósł tak wielkiego sukcesu jak Reżyseria filmowa i scenopisarstwo, było to dzieło o znaczeniu lokalnym. Uwzględniając potrzeby zmiany w grze aktorskiej w związku z nastaniem ery kina dźwiękowego postulował doskonalenie warsztatu w oparciu o teorie Stanisławskiego. Pudowkin nie poprzestał na tym i publikował swoje wypowiedzi na temat teorii filmu do końca swojej kariery. Jego poglądy wywarły wpływ min. na brytyjskie kino dokumentalne oraz japońskie produkcje niezależne.
Radziecki aparat państwowy docenia reżysera odznaczając go w 1932 Orderem Lenina i Nagrodą Stalina. Pierwszym filmem dźwiękowym wyreżyserowanym przez Wsiewołoda Pudowkina, ze zdjęciami Anatolija Gołowni był Dezerter z 1933 kontynuujący eksperymenty z montażem. W roku 1935 Wsiewłod Pudowkin uczestniczył w wypadku samochodowym, w którym zginął jego wieloletni współpracownik, scenarzysta Natan Zarchi. W roku 1938 zrealizował wspólnie z Gołownią Zwycięstwo o tematyce lotniczej, nie jest to obraz zaliczany do udanych. W latach 1939–1946 zrealizowali wspónie trzy monumentalne filmy o tematyce historycznej, Minin i Pożarski (1939), Suworow (1941) i Admirał Nachimow (1946) nagrodzony kolejną już Nagrodą Stalina. W latach II wojny światowej Wsiewołod Pudowkin wyreżyserował jeszcze dwa dramaty Uczta w Żyrmunce do scenariusza L. Leonowa i W imię Ojczyzny na podstawie sztuki Konstantina Simonowa Ludzie rosyjscy. Występował również jako aktor zarówno w swoich jak i cudzych produkcjach, m.in. w Iwanie Groźnym Eisensteina.
W 1950 reżyseruje ostatni film wraz z operatorem Anatolijem Gołownią Zwycięzca przestworzy o tematyce lotniczej. Ostatnim filmem reżysera było Odzyskane szczęście z 1953, zwiastujący koniec epoki schematycznego kina propagandowego w kinematografii ZSRR. Autorem zdjęć do ostatniego obrazu Pudowkina był Siergiej Urusiewski. Reżyser zmarł 30 czerwca 1953 roku w Rydze. Po śmierci reżysera, w latach 70. wydano jego dzieła zebrane.
Pudowkin do historii kinematografii przeszedł jako drugi obok Siergieja Eisensteina mistrz wczesnego kina radzieckiego. Podobieństwa pomiędzy twórcami opierały się na zasadach ideowości, naturalizmu i prawdziwości kina. Obaj filmowcy tworzyli również teoretyczne uzasadnienie dla swojej działalności. Różnice opierają się na stosowanych przez nich środkach. Tworząc swoje filmy propagandowe, Pudowkin dla wzmocnienia ich wydźwięku stosował eksperymentalny montaż. Jako aktor stosował grę naturalną, mającą podnosić realizm filmu.

## Filmografia

### Reżyser
- 1921 Sierp i młot (Серп и молот) wspólnie z Władimirem Gardinem
- 1921 Голод… голод… голод… wspólnie z Władimirem Gardinem
- 1925 Gorączka szachowa (Шахматная горячка) wspólnie z Nikołajem Szpikowskim
- 1926 Mechanika mózgu (Механика головного мозга)
- 1926 Matka (Мать)
- 1927 Koniec Sankt Petersburga (Конец Санкт-Петербурга)
- 1928 Burza nad Azją (Потомок Чингис-Хана)
- 1932 Zwykły przypadek (Простой случай) wspólnie z Michaiłem Dollerem
- 1933 Dezerter (Дезертир)
- 1938 Zwycięstwo (Победа)
- 1939 Minin i Pożarski (Минин и Пожарский)
- 1941 Suworow (Суворов)
- 1941 Uczta w Żyrmunce (Пир в Жермунке) wspólnie z Michaiłem Dollerem
- 1942 Mordercy wychodzą na drogę (Убийцы выходят на дорогу) wspólnie z Jurijem Tariczem
- 1943 W imię Ojczyzny (Во имя Родины) wspólnie z Dmitrijem Wasiljewem
- 1946 Admirał Nachimow (Адмирал Нахимов) wspólnie z Dmitrijem Wasiljewem
- 1948 Trzy spotkania (Три встречи) – druga z trzech nowel wchodzących w skład filmu
- 1950 Zwycięzca przestworzy (Жуковский) wspólnie z Dmitrijem Wasiljewem
- 1953 Odzyskane szczęście (Возвращение Василия Бортникова)

### Aktor
- 1920 W dni walki (В дни борьбы) reż. Iwan Pierestiani
- 1921 Sierp i młot reż. Władimir Gardin, Wsiewołod Pudowkin
- 1923 Ślusarz i kanclerz (Слесарь и канцлер) reż. Władimir Gardin
- 1924 Niezwykłe przygody Mister Westa w krainie bolszewików (Необычайные приключения мистера Веста в стране большевиков) reż. Lew Kuleszow
- 1924 Promień śmierci (Луч смерти) reż. Lew Kuleszow
- 1926 Matka reż. Wsiewołod Pudowkin
- 1927 Koniec Sankt Petersburga reż. Wsiewołod Pudowkin
- 1928 Żywy trup (Живой труп) reż. Fiodor Ocep
- 1929 Wesoły kanarek (Весёлая канарейка) reż. Lew Kuleszow
- 1929 Nowy Babilon (Новый Вавилон) reż. Grigorij Kozincew, Leonid Trauberg
- 1943 Юный Фриц  reż. Grigorij Kozincew, Leonid Trauberg
- 1943 W imię Ojczyzny reż. Wsiewołod Pudowkin
- 1946 Admirał Nachimow reż. Wsiewołod Pudowkin
- 1946 Iwan Groźny (Иван Грозный) reż. Siergiej Eisenstein

### Scenarzysta
- 1923 Ślusarz i kanclerz reż. Władimir Gardin
- 1924 Niezwykłe przygody Mister Westa w krainie bolszewików reż. Lew Kuleszow
- 1924 Promień śmierci reż. Lew Kuleszow
- 1926 Mechanika mózgu reż. Wsiewołod Pudowkin
- 1942 Убийцы выходят на дорогу reż. Wsiewołod Pudowkin
- 1943 W imię Ojczyzny reż. Wsiewołod Pudowkin

## Nagrody i odznaczenia
- Order Lenina (1935, 1950)
- Ludowy Artysta ZSRR (1948).
- Nagroda Stalinowska (1941, 1947, 1951).
- Order Czerwonego Sztandaru

Źródło:.

### Podmiotowa
- 1926 – Reżyser i materiał filmowy
- 1926 – Scenariusz filmowy
- 1934 – Aktor w filmie

### Przedmiotowa
- Jelena Bauman, Rostisław Jurieniew: Mała encyklopedia kina radzieckiego. Warszawa: Wydawnictwa Artystyczne i Filmowe, 1987. ISBN 83-221-0446-4. Brak numerów stron w książce
- Zbigniew Czeczot-Gwarak, Zarys dziejów teorii filmu pierwszego pięćdziesięciolecia 1895-1945, Zakład Narodowy imienia Ossolińskich, Wydawnictwo Polskiej Akademii Nauk, Wrocław 1977, s. 177 – 191
- Rostisław Jurieniew, Historia filmu radzieckiego
- Aleksander Karaganow: Wsiewołod Pudowkin. Warszawa: Wydawnictwa Artystyczne i Filmowe, 1986. ISBN 83-221-0341-7. Brak numerów stron w książce
- Vsevolod Pudovkin - About This Person - Movies & TV - NYTimes.com (ang.)